# Hoquiam
Hoquiam is een plaats (city) in de Amerikaanse staat Washington, en valt bestuurlijk gezien onder Grays Harbor County.

## Demografie
Bij de volkstelling in 2000 werd het aantal inwoners vastgesteld op 9097.
In 2006 is het aantal inwoners door het United States Census Bureau geschat op 9061, een daling van 36 (-0.4%).

## Geografie
Volgens het United States Census Bureau beslaat de plaats een oppervlakte van
40,4 km², waarvan 23,8 km² land en 16,6 km² water. Hoquiam ligt op ongeveer 18 m boven zeeniveau.

## Plaatsen in de nabije omgeving
De onderstaande figuur toont nabijgelegen plaatsen in een straal van 16 km rond Hoquiam.

## Geboren in Hoquiam
- George H. Hitchings (1905-1998), farmacoloog en Nobelprijswinnaar (1988)
- Jayce John Ogren (1979) componist en dirigent